# Baliza topográfica

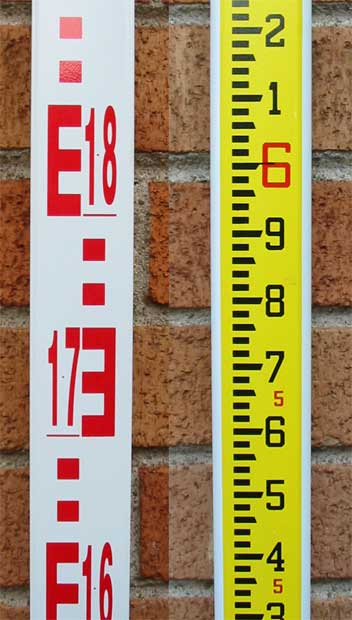
Exemplos de miras ou balizas topográficas.

Baliza topográfica ou mira é um instrumento utilizado pelo topógrafo (geomensor ou agrimensor) para elevar o ponto topográfico com objetivo de torná-lo visível e necessário nas operações de nivelamento geométrico.
É utilizado para manter o alinhamento, na medição dos pontos, quando há necessidade de se executar vários lances de diastímetro. São feitas de madeira ou de ferro, arredondados, sextavados ou oitavados e com uma escala que começa no fundo. Comprimento de 2 m a 5 m, seu diâmetro de 16 a 20mm. São pintados em cores contrastantes (branco e vermelho ou branco e preto) para permitir que sejam facilmente visualizadas à distância. Devem ser mantidas na posição vertical, sobre tachinfa do piquete, com auxílio de um nível de cantoneira. Serve para fazer o alinhamento de um piquete a outro.